# Денежный голод
Денежный «голод» — недостаточность имеющихся в стране наличных денег. Денежный «голод» характерен для кредитно-денежных кризисов в странах с длительно стагнирующей экономикой.
После распада СССР денежный «голод» испытали ряд стран СНГ, в частности Украина в 1995—1999 гг.